# Willy Blain
Willy Blain (Saint-Denis, 24 aprile 1978) è un ex pugile francese.

## Palmarès

### Mondiali dilettanti
- 3 medaglie:
  - 1 oro (Bangkok 2003 nei pesi superleggeri)
  - 1 argento (Houston 1999 nei pesi superleggeri)
  - 1 bronzo (Belfast 2001 nei pesi superleggeri)

### Europei dilettanti
- 3 medaglie:
  - 1 argento (Perm 2002 nei pesi superleggeri)
  - 2 bronzi (Tampere 2000 nei pesi superleggeri; Pula 2004 nei pesi superleggeri)

### Campionati dilettanti dell'UE
- 1 medaglia:
  - 1 oro (Strasburgo 2003 nei pesi superleggeri)

### Giochi del Mediterraneo
- 1 medaglia:
  - 1 argento (Tunisi 2001 nei pesi superleggeri)